# مركز البحث في الإعلام العلمي والتقني
مركز البحث في الإعلام العلمي والتقني (بالفرنسية: Centre de Recherche sur l'Information Scientifique et Technique) و باختصار(CERIST)، هو مركز أبحاث جزائري متعدد النشاطات، أسس في عام 1985 بموجب المرسوم رقم (85-56) في 16 مارس 1985، وهو تحت إشراف وزير التعليم العالي والبحث العلمي في المرسوم رقم (03-454) المؤرخ 1 كانون الأول 2003.

## المهام
المركز هو المسؤول عن تنفيذ برامج البحث العلمي والتطوير التكنولوجي في مجال الإعلام العلمي والتقني. لذا فهو مسؤول على :
- إدارة أي نشاط بحث مرتبط بإنشاء، وضع وتطوير النظام الوطني للإعلام العلمي و التقني،
- تشجيع البحث العلمي في مجالات العلوم وتكنولوجيات الإعلام والاتصال والمشاركة في تطويرها،
- المساهمة في تنسيق وتنفيذ برامج وطنية للإعلام العلمي والتقني في إطار مدروس وبالتنسيق مع القطاعات المعنية،
- المساهمة في بناء وتعزيز مجتمع المعلومات من خلال إنشاء وتطوير الشبكات القطاعية للمعلومات الموضوعية بما في ذلك الشبكة الأكاديمية والبحثية، وضمان اتصالهم مع شبكات مماثلة في الخارج وكذلك من خلال تطوير وتعميم تكنولوجيات الإعلام والاتصال في أنشطة التعليم العالي،
- المشاركة في تحديث النظام الوطني للتوثيق الجامعي وذلك بوضع المكتبات الافتراضية،
- جمع العناصر الضرورية لإنشاء قواعد بيانات وطنية في مجالات العلوم والتكنولوجيا وضمان نشرها،
- تشجيع البحث في مجال أمن المعلومات والشبكات.

## الفروع
- مركز البحث في الإعلام العلمي والتقني، (SOMACOB) بجاية.
- مركز البحث في الإعلام العلمي والتقني، قسنطينة.
- مركز البحث في الإعلام العلمي والتقني، (ANDRS) وهران
- مركز البحث في الإعلام العلمي والتقني

ورقلة.
- مركز البحث في الإعلام العلمي والتقني، سطيف.
- مركز البحث في الإعلام العلمي والتقني، تيزي وزو.
- مركز البحث في الإعلام العلمي والتقني، تلمسان.

## مراكز البحث
- مركز تطوير الطاقات المتجددة (الجزائر)(CDER)
- مركز البحث في الإعلام العلمي و التقني (الجزائر) (CERIST)
- مركز تطوير التكنولوجيات المتقدمة (الجزائر) (CDTA)
- مركز البحث العلمي والتقني في التلحيم و المراقبة (الجزائر) (CRTI)
- مركز البحث في التحليل الفيزيو-كمياء (الجزائر) (CRAPC)
- مركز البحث العلمي و التقني لتطوير اللغة العربية (الجزائر) (CRSTDLA)
- مركز البحث في الإقتصاد التطبيقي من أجل التطوير (الجزائر) (CREAD)
- مركز البحث في الأنثربولوجيا الإجتماعية و الثقافية (الجزائر) (CRASC)
- مركز البحث العلمي و التقني في المناطق الجافة (الجزائر) (CRSTRA)
- مركز البحث في البيوتكنولوجيا (الجزائر) (CRBT)
- مـــركـــز الـــبـــحث فـي تـــكـــنـــولـــوجـــيـــا نـــصف الـــنـــواقل للطاقوية (الجزائر)

(CRTSE) 

## وصلات خارجية
- الموقع الرسمي للمركز
- قائمة المراكز
- الموقع الرسمي لوزارة التعليم العالي والبحث العلمي (الجزائر) نسخة محفوظة 20 يونيو 2017 على موقع واي باك مشين.